# Big Love (album)
Big Love è l'undicesimo album in studio del gruppo musicale britannico Simply Red, pubblicato il 29 maggio 2015.

## Descrizione
L'album segna il ritorno discografico dei Simply Red dopo un breve scioglimento durato circa cinque anni. È il primo lavoro in studio del gruppo dai tempi di Stay (2007), nonché il primo composto interamente da materiale inedito dopo Life (1995). Big Love segna inoltre il ritorno dei Simply Red sotto l'etichetta East West Records, con cui avevano in precedenza collaborato fino all'aprile 2000.

## Tracce
Testi e musiche di Mick Hucknall.
1. Shine On – 3:12
2. Daydreaming – 3:38
3. Big Love – 4:09
4. The Ghost of Love – 3:16
5. Dad – 3:54
6. Love Wonders – 3:56
7. Love Gave Me More – 3:17
8. Tight Tones – 3:35
9. WORU – 4:13
10. Coming Home – 2:53
11. The Old Man and the Beer – 2:54
12. Each Day – 4:19

Traccia bonus nell'edizione giapponese
1. Heart of Gold – 2:57

Traccia bonus nell'edizione iTunes
1. Shine On (Max Bidda Radio Mix) – 3:03

## Classifiche
| Classifica (2015) | Posizione massima |
| ----------------- | ----------------- |
| Australia         | 22                |
| Austria           | 11                |
| Belgio (Fiandre)  | 36                |
| Belgio (Vallonia) | 31                |
| Germania          | 6                 |
| Italia            | 21                |
| Nuova Zelanda     | 13                |
| Paesi Bassi       | 2                 |
| Regno Unito       | 4                 |
| Spagna            | 29                |
| Svizzera          | 10                |